# Zamek Aydon
Zamek Aydon – zamek położony niedaleko miejscowości Corbridge w hrabstwie Northumberland, w północnej Anglii. Przykład zachowanego średniowiecznego domu obronnego w Anglii.

## Historia
Zamek Aydon został zbudowany na początku XIV wieku przez ziemianina Roberta de Reymes. Początkowo był to dom mieszkalny, który został później umocniony w celu obrony przed najazdami Szkotów. W 1305 roku Robert de Reymes uzyskał pozwolenie na obwarowanie swojego domu, co było odpowiedzią na narastające zagrożenie ze strony północnych sąsiadów. W 1315 roku został spalony  podczas najazdu Szkotów, w trakcie I wojny o niepodległość Szkocji.
W ciągu kolejnych wieków zamek Aydon podupadł, w XV wieku był określany jako ruiny zamku. Na początku XVI wieku przeszedł w ręce rodziny Carnbaby. Reynold Carnaby przebudował wnętrze zamku, czyniąc go bardziej komfortową rezydencją. W 1654 roku zamek kupił William Collinson, który przekształcił zamek w gospodarstwo rolne.
W XX wieku zamek Aydon przeszedł renowację i został udostępniony dla zwiedzających. Zarządza nim organizacja English Heritage.

## Architektura
Zamek Aydon jest przykładem architektury gotyckiej z elementami późnośredniowiecznymi. Charakteryzuje się masywnymi murami, basztami oraz wewnętrznym dziedzińcem. Wnętrza zamku zawierają oryginalne elementy, takie jak kominki, drewniane belki stropowe i kamienne schody. Znajdują się tu m.in. wielka sala, dwie kuchnie, komnaty mieszkalne oraz stajnie. Pomieszczenia zostały odrestaurowane, aby oddać ich pierwotny wygląd. Wnętrza zamku są dostępne dla zwiedzających.